# Шутроминські дуби
Шутро́минські дуби́ — ботанічна пам'ятка природи місцевого значення в Україні. Розташована на території Чортківського району Тернопільської області, біля села Шутроминці, Дорогичівське лісництво, кв. 20 в. 10, лісове урочище «Шутроминці».
Площа — 0,08 га. Статус отриманий у 1977 році.
Входить до складу національного природного парку «Дністровський каньйон».
Під охороною — чотири дуби звичайних віком понад 230 років. Середній діаметр дерев — 120 см, середня висота — 20 м, Оточені дубово-грабовим насадженням II бонітету, повнотою — 0,6, середній вік дерев 91 рік. 
Дуб № 1. Висота дерева — 21м. Діаметр стовбура на висоті 0,05 м — 124 см, на висоті 1,3 м — 96 см. Крона крислата, висотою — 18 м, найбільша ширина з заходу на схід — 17,6 м, з півночі на південь —18 м. Стан дерева задовільний.
Дуб № 2. Висота дерева — 21м. Діаметр стовбура на висоті 0,05 м — 120 см, на висоті 1,3 м — 104 см. Крона крислата, висотою 17,5 м, найбільша ширина з заходу на схід — 14 м, з півночі на південь — 12 м. Стан дерева задовільний.
Дуб № 3. Висота дерева —18 м. Діаметр стовбура на висоті 0,05 м — 134 см, на висоті 1,3 м — 104 см. Крона крислата, висотою 15,5 м, найбільша ширина з заходу на схід — 13 м, з півночі на південь — 15 м. Стан дерева задовільний. Дерево уражене дубовим трутовиком.
Дуб № 4. Висота дерева — 21м. Діаметр стовбура на висоті 0,05 м — 180 см, на висоті 1,3 м — 134 см. Крона крислата, висотою 18 м, найбільша ширина з заходу на схід — 19 м, з півночі на південь —17 м. Стан дерева задовільний.